# Михок, Оливер
Оливер Михок (венг. Mihók Olivér; род. 23 июня 1993, Будапешт) — венгерский шахматист, гроссмейстер (2015).

## Личная жизнь
В 2013 году познакомился с шахматисткой Барбарой Юхас. В 2021 году они поженились. Михок работает инженером на автомобилестроительном заводе в Кечкемете. 

## Спортивная карьера
Начал играть в шахматы в четыре года под руководством отца, мастера ФИДЕ Ласло Михока, в это время работавшего инженером в Бранденбурге. В 2001 году выиграл неофициальный чемпионат Германии среди мальчиков в возрасте до 8 лет. В 2003 году занял второе место в чемпионате Германии в возрасте до 10 лет. В 1905 и 1906 годах стал чемпионом Венгрии в возрастных категориях до 12 и 14 лет соответственно. В 2007 году со сборной Венгрии завоевал серебряные медали на юношеской (до 16 лет) шахматной олимпиаде. В том же году, в возрасте 14 лет, получил звание мастера ФИДЕ. В 2008 и 2009 году играл за вторую и первую сборные Венгрии на командном чемпионате Европы среди юношей и стал с ними соответственно бронзовым призёром и чемпионом.
В 2010 году получил звание международного мастера и в том же году на турнире в Будапеште завоевал первый гроссмейстерский балл. Второй и третий баллы получил в 2014 году в Бёблингене и в 2015 году на гроссмейстерском турнире в Кечкемете. В промежутке между первым и вторым гроссмейстерскими баллами выиграл в 2012 году чемпионат Венгрии среди юношей (до 20 лет).
В 2019 году сыграл на 1-й доске за сборную Венгрии в Кубке Митропы, завоевав с ней бронзовые медали.

## Таблица результатов
| Год  | Город     | Турнир                    | + | − | = | Результат | Место  |
| ---- | --------- | ------------------------- | - | - | - | --------- | ------ |
| 2010 | Будапешт  |                           | 7 | 1 | 3 | 8½ из 11  | [ 9 ]  |
| 2014 | Бёблинген | 31-й международный турнир | 5 | 0 | 4 | 7 из 9    | [ 10 ] |
| 2015 | Кечкемет  |                           | 5 | 0 | 4 | 7 из 9    | [ 11 ] |

## Изменения рейтинга
| Графики недоступны из-за технических проблем. См. информацию на Фабрикаторе и на mediawiki.org. |